# Hans H. Simmer
Hans Heinz Simmer (* 2. März 1926 in Barmen; † 21. Juli 2006 in Erlangen) war ein deutscher Gynäkologe, Geburtshelfer und Medizinhistoriker,
ordentlicher Professor für Medizingeschichte an der Universität Erlangen-Nürnberg und Direktor des Instituts für Geschichte der Medizin.

## Leben
Sein Medizinstudium absolvierte er in Bonn, Göttingen und Tübingen, wo er 1952 das Staatsexamen ablegte und promoviert wurde. Anschließend arbeitete er unter anderem am Max-Planck-Institut für Biochemie in Tübingen bei Nobelpreisträger Adolf Butenandt. Hans H. Simmer absolvierte an der Universitäts-Frauenklinik Freiburg seine Facharztausbildung, ging 1960 in die USA und wurde 1963 an der University of California, Los Angeles (UCLA) zum Associate Professor berufen. Wenige Jahre später folgte die Ernennung zum Full Professor für Frauenheilkunde und Geburtshilfe. 1967 erhielt Simmer den Titel eines Double Full Professor für Frauenheilkunde und Geburtshilfe sowie die Professur für Medizingeschichte. Dem Ruf an das Institut für Geschichte der Medizin der  Friedrich-Alexander-Universität Erlangen-Nürnberg folgte Hans Simmer 1974. 1983 trat er aufgrund einer Erkrankung in den Ruhestand.
Simmers Spezialgebiet war die gynäkologische Endokrinologie. Er zählte zu den wenigen international anerkannten Wissenschaftlern und Preisträgern, die auf dem Gebiet der Sexualhormone, vor allem der Plazentahormone, erfolgreiche und preisgekrönte Forschungsarbeit geleistet haben. Er befasste sich mit der Geschichte der Endokrinologie, der Geburtshilfe und Gynäkologie. Hierzu baute er eine umfangreiche Sammlung von Sonderdrucken auf.